# Gaj Niw
Gaj Niw (hebr. ‏גיא ניב‎, ang. Guy Niv, ur. 8 marca 1994 w Misgaw) – izraelski kolarz szosowy.

## Osiągnięcia
Opracowano na podstawie:
2019
- 1. miejsce w mistrzostwach Izraela (jazda indywidualna na czas)
- 3. miejsce w mistrzostwach Izraela (start wspólny)

2020
- 2. miejsce w mistrzostwach Izraela (jazda indywidualna na czas)

2021
- 1. miejsce na etapie 1b Settimana Internazionale di Coppi e Bartali

## Rankingi
| Rok             | 2018  | 2019 | 2020  | 2021  | 2022  |
| --------------- | ----- | ---- | ----- | ----- | ----- |
| World Ranking   | 1962. | 657. | 1203. | 1988. | 1569. |
| UCI Europe Tour | 1305. | 488. | 927.  | 1346. | 1052. |
|                 |       |      |       |       |       |
| Źródło: UCI     |       |      |       |       |       |